# Geissorhiza eurystigma
Geissorhiza eurystigma är en irisväxtart som beskrevs av Harriet Margaret Louisa Bolus. Geissorhiza eurystigma ingår i släktet Geissorhiza och familjen irisväxter. Inga underarter finns listade i Catalogue of Life.